# Pericle Cardinali
Pericle Cardinali (Roma, 14 agosto 1877 – Roma, 8 aprile 1947) è stato un magistrato e politico italiano.
Inizia la carriera al Ministero della guerra nel 1899. Vi rimane fino al 1919, quando passa al Ministero delle terre liberate al nemico, dove è stato capo divisione, capo dell'ufficio legislativo e vice direttore generale. Referendario (1923), membro (1926) e presidente di sezione (1929) della Corte dei conti, ha lavorato per molti anni nel settore della liquidazione delle vertenze per danni di guerra. Deferito all'Alta Corte di Giustizia per le Sanzioni contro il Fascismo la richiesta di decadenza è stata rigettata con sentenza del 27 agosto 1945.